# Chersotis poliogramma
Chersotis poliogramma là một loài bướm đêm thuộc họ Noctuidae. Nó được tìm thấy ở Kashmir.

## Hình ảnh

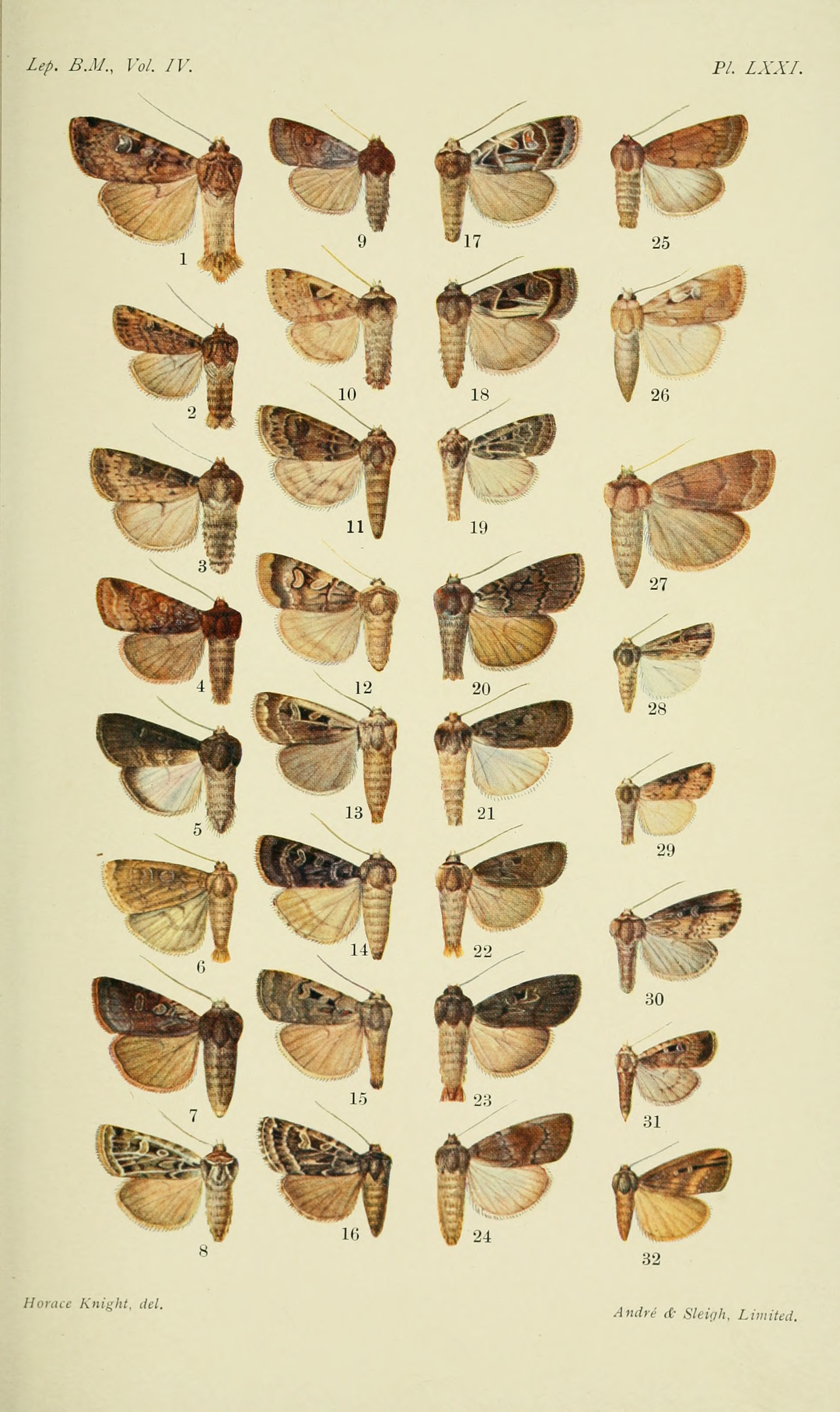